# Convento de San Diego (Sevilla)

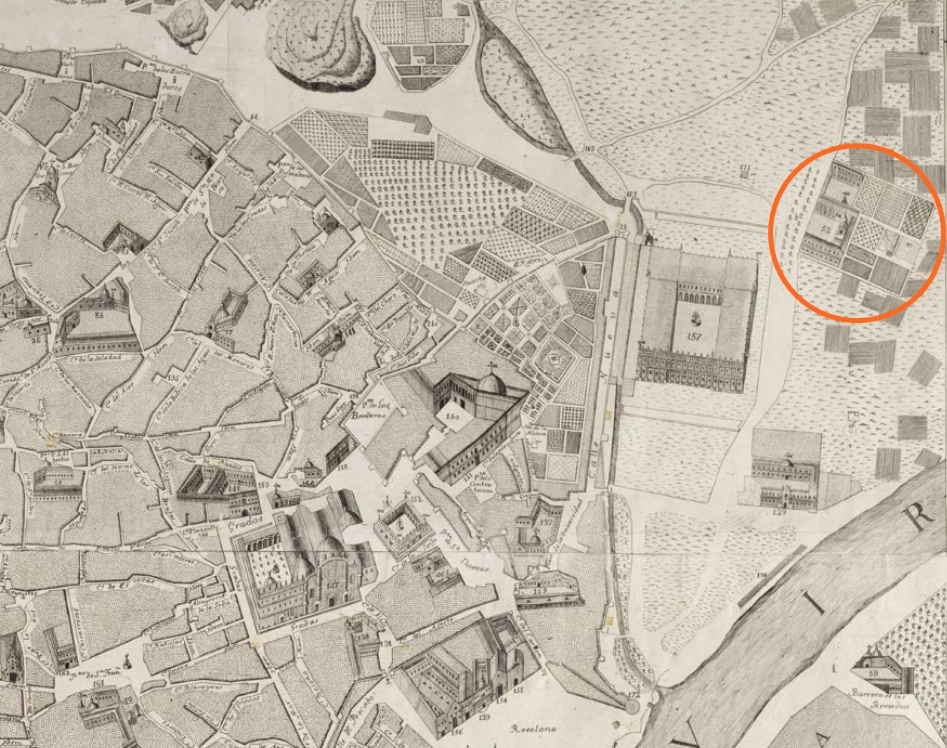
Convento de San Diego de Alcalá (señalado en naranja) en el plano de Sevilla de Pablo de Olavide de 1771

El convento de San Diego de Alcalá se encontraba en los extramuros de Sevilla (Andalucía, España) y fue de la Orden de Frailes Menores Descalzos de San Francisco entre finales del siglo XVI y finales del siglo XVIII.

## Historia
En el 1580, el cabildo de la ciudad comenzó la construcción del convento en unos terrenos del concejo, cerca de donde se construyó el Colegio de San Telmo, entre los siglos XVII y XVIII. El cabildo aportó fondos para la construcción del mismo. Durante la construcción del convento, que duró 28 años, los frailes estuvieron residiendo en varios lugares de la ciudad. La iglesia del convento se terminó en 1592. El convento tenía como titular a San Diego de Alcalá, fraile franciscano del siglo XV, que fue canonizado en 1588.
El cabildo de la ciudad participaba en las festividades religiosas del convento, como las que se hacían el Día de San Diego, y en las solemnidades de la Semana Santa un regidor municipal portaba las llaves del sagrario.
El Convento de San Diego se encontraba en la provincia franciscana descalza de San José pero a finales del siglo XVI pasó a ser de la provincia de San Gabriel. En 1597, el cabildo comisionó al caballero veinticuatro Juan Ponce de León ante los capitulares franciscanos para que el convento volviese a ser de la provincia de San José. El asunto llegó a la Santa Sede, que ratificó su decisión de 1596 por la que el convento quedaba en la de San Gabriel. En 1620 los franciscanos crearon la provincia de San Diego o Bética, para Andalucía y el norte de África, de la que este convento era el principal.
En 1648 contaba con 45 individuos. Fray Juan de San Buenaventura, guardián del convento y primer general de la provincia de San Diego, murió por la fe en Marruecos en 1631. A instancias del cabildo eclesiástico y del ayuntamiento, Fray Juan fue beatificado por la Santa Sede en 1728. Esto motivó varias celebraciones religiosas, entre las que hubo una procesión el 7 de noviembre de 1728 con la imagen del beato.
El convento vivió las riadas de 1603, 1618 y 1784. En 1784 los estragos causados por la riada hicieron que la comunidad solicitase a Carlos III la concesión de la sede del Noviciado de San Luis, vacío tras la expulsión de la Compañía de Jesús. Este fue concedido y se trasladaron ese mismo año. Estuvieron ahí hasta que en 1810, en la invasión francesa de Sevilla, se les expulsó del mismo. Tras la expulsión de los franceses, regresaron al inmueble en 1812. Con el regreso de los jesuitas a Sevilla en 1816 debieron abandonarlo para entregarlo a sus antiguos dueños. Se trasladaron a una casa de la calle Imperial hasta que, en 1819, se les concedió como sede el antiguo Convento de San Antonio Abad. Durante el Trienio Liberal (1820-1823), debido a Ley de Monacales de 1820, que ordenaba el cierre de los conventos que no tuvierán más de 24 miembros, estos frailes pasaron a residir en el Convento de San Pedro de Alcántara. En 1823 regresaron al Convento de San Antonio Abad. Finalmente, el Convento de San Antonio Abad fue desamortizado en 1835.
En 1784, Carlos III le concedió el edificio de San Diego al industrial Nathan Wetherell, de origen inglés, que lo convirtió en una fábrica de curtido de pieles. Aunque fue reformado, se conservó la iglesia conventual. En 1796, hubo una nueva riada, que provocó pérdidas económicas de 15.000 pesos. En 1849 el palacio de San Telmo, la fábrica y todos estos terrenos fueron vendidos al duque de Montpensier. La antigua iglesia conventual fue usada como capilla por la servidumbre del palacio. En 1892, los terrenos fueron donados al ayuntamiento por la viuda de Montpensier, María Luisa de Borbón. En 1893, todo el edificio fue derribado para que esa zona fuera parte de un parque público.
El retablo mayor de la iglesia fue diseñado por Gaspar Nuñez Delgado y realizado por Diego López Bueno. Contaba con esculturas realizadas por Diego Deza. En la parte más alta había una escultura del Padre Eterno en actitud de bendecir. Bajo él, se encontraba una escultura de la Inmaculada. En los laterales había seis esculturas de santos franciscanos. En el centro se encontraba la escultura de San Diego de Alcalá, realizada por Juan Martínez Montañés en 1591. El retablo fue dorado y policromado por Francisco Pacheco y Juan de Uceda. Fue finalizado en 1606. El retablo se encuentra en paradero desconocido.